# Silvina Moreno
Silvina Moreno (Buenos Aires, 8 de septiembre de 1987) es una cantante, instrumentista y compositora argentina. Su carrera cuenta con cinco discos, ha tenido tres nominaciones a los Premios Gardel y actualmente es artista de la discográfica Sony Music Argentina. 

## Biografía
Moreno se formó universitariamente en Berklee, donde participó de conciertos de alto perfil. Posteriormente, en tres ceremonias de graduación en el Agganis Arena en Boston, fue elegida para cantar en presencia de reconocidos artistas como Juan Luis Guerra, Smokey Robinson, Angelique Kidjo, Michael McDonald, Paco De Lucía y Chucho Valdés. 
Durante los mencionados años formó sus raíces en Brooklyn y Londres, dando como resultado una combinación artística con sus raíces sudamericanas. De esta manera comenzó a incursionar en un género experimental que incluía variantes del indie pop/rock norteamericano e inglés (Ingrid Michaelson,Florence + The Machine, Sia, Lily Allen, Kate Nash, St. Vincent) y cantautores latinoamericanos (Jorge Drexler, Kevin Johansen, Gustavo Cerati). 
Su música se caracteriza por contar y defender historias narrativas con un enfoque marcado hacia la canción y composición en sí misma.
En lo que a estilo respecta, Silvina muestra una esencia compositiva fresca con un camino de más de diez años recorrido dentro de la industria musical.
Compartió escenarios con Jorge Drexler, Natalia Lafourcade, Ximena Sarinana, Carlos Rivera y Paty Cantu. Además, fue telonera de artistas destacados como Ed Sheeran, Alicia Keys, Gilberto Gil y Harry Styles.En último lugar, compartió escenario con el cantautor ganador de un Oscar, Jorge Drexler y cantó junto a Bobby McFerrin, ganador de diez Premios Grammy. 

## Carrera musical
Luego de recibirse en sus estudios superiores, decidió trabajar en su carrera profesional, dando a conocer su álbum debut titulado “Mañana”, el cual fue editado en 2011 como una realización independiente. El mismo fue grabado en Nueva York y fue producido por ella y el ingeniero de grabación indie Jeff Fettig. En la reedición Alejandro Pont Lezica estuvo a cargo de la producción artística integral. El mismo cuenta con 10 composiciones originales que revelan su imaginario musical.  Por medio de este álbum Moreno tuvo la posibilidad de abrir conciertos de diferentes figuras como Gilberto Gil, Coti, Estelares y Alicia Keys. 
Su segundo álbum titulado "Real", fue grabado en simultáneo en estudios de Buenos Aires y Nueva York, y masterizado en Londres, el mismo tuvo su lanzamiento en el año 2015. Contiene quince canciones de su autoría que fueron coproducidas musicalmente por Nicolás Guerrieri y la dupla Alfredo Toth y Pablo Guyot. 
El 3 de marzo de 2017 lanzó el sencillo "Frío En los Pies", junto a Kevin Johansen. Este sencillo fue el primer adelanto de su tercer álbum "Sofá". Este último cuenta con doce canciones de autoría propia y fue producido por Eduardo Cabra de Calle 13. Posteriormente la canción "Cuídame", que forma parte del mencionado álbum, se convertiría en una de los trabajos más conocidos de la autora superando los veinte millones de reproducciones en plataformas digitales. 
En 2019 estrenó su cuarto álbum titulado "Herminia" con trabajos junto a Nico Cotton  y Juan Pablo Vega .
En 2022 estrenó su quinto álbum titulado "Selva" y lo presentó por primera vez en  un emblemático espacio de la avenida corrientes, la cita fue en el teatro Broadway.  Además fue parte de Concierto con los Refugiados para Telefe y ACNUR.

## Discografía
- Mañana (2012)
- Real (2015)
- Sofá (2017)
- Herminia (2019)
- Selva (2022)

## Premios y nominaciones
| Año  | Premios            | Categoría                        | Trabajo  | Resultado |
| ---- | ------------------ | -------------------------------- | -------- | --------- |
| 2013 | Premios Gardel     | Mejor Álbum Nuevo Artista Pop    | Mañana   | Nominado  |
| 2018 | Premios Gardel     | Mejor Álbum Artista Femenina Pop | Sofá     | Nominado  |
| 2019 | Fans Choice Awards | Artista Revelación               | Sofá     | Nominado  |
| 2020 | Premios Gardel     | Mejor Álbum Canción De Autor     | Herminia | Nominado  |